# Samarske, Petropavlivka
Samarske (în ucraineană Самарське) este localitatea de reședință a comunei Samarske din raionul Petropavlivka, regiunea Dnipropetrovsk, Ucraina.

## Demografie
Componența lingvistică a localității Samarske
     Ucraineană (95,98%)
     Rusă (3,84%)
     Alte limbi (0,09%)
Conform recensământului din 2001, majoritatea populației localității Samarske era vorbitoare de ucraineană (95,98%), existând în minoritate și vorbitori de rusă (3,84%).